# Финни, Том
Сэр То́мас Фи́нни (англ. Thomas Finney; 5 апреля 1922, Престон — 14 февраля 2014, Престон, Северо-Западная Англия) — английский футболист, нападающий. Играл за футбольный клуб «Престон Норт Энд» и сборную Англии.

## Ранние годы
Родился в Престоне, в семье Томаса Финни и Маргарет Митчелл, и с детства мечтал стать футболистом. До четырнадцати лет был очень маленького роста (145 см), из-за чего его не хотели брать в футбольные секции, однако его отец дружил с Билли Скоттом — тренером местного клуба «Престон Норт Энд», за который всю жизнь болел Том, и договорился о том, чтобы его просмотрели. Руководство клуба осталось довольно способностями юного футболиста и зачислило его в команду любителем. На первых порах, Том играл на позиции левого полукрайнего нападающего, во всём подражая своему кумиру — Алексу Джеймсу. В 1938 году он перешёл на правый край нападения — позицию, на которой он смог полностью раскрыть свой талант, хотя его ведущей ногой всю жизнь была левая.

## Футбольная карьера
В 1940 году Финни дебютировал за «Престон» в Военном кубке Футбольной лиги. В 1941 году он выиграл с «Престоном» Военный кубок, обыграв в финале лондонский «Арсенал».
В апреле 1942 года Финни был призван в ряды Королевской армии, где отслужил три года: водил танки «Шерман» в Египте и прошёл всю Итальянскую кампанию.
Вернувшись с фронта, Том продолжил свои выступления за «Престон». В августе 1946 года он возобновил игры в клубе, а 28 сентября 1946 года провёл первый матч за сборную Англии в Белфасте в рамках Домашнего чемпионата Британии против объединённой сборной Ирландии, заменив в стартовом составе выбывшего из-за травмы Мэтьюза. Любителей футбола он поразил отменным чувством командной игры, отличившись в первой же игре, закончившейся убедительной победой англичан — 7:2.
В 1952 году игрока приглашал итальянский «Палермо», пообещав ему годовую зарплату в размере 10 тысяч фунтов и дополнительный фиктивный заработок от формального зачисления на работу. Финни предпочёл оставаться верным родному городу и клубу.
Со сборной он сыграл на трёх чемпионатах мира: 
в 1950 году команда не вышла из группы, 
в 1954 году вылетела в четвертьфинале, 
в 1958 году в дополнительном матче за выход из группы уступила сборной СССР. 
Лишь в двух из этих матчей не принял участие Финни: в 1958 году 36-летний ветеран сборной не вышел на поле против сборных Бразилии и Австрии, однако именно на этом чемпионате он забил свой единственный гол на чемпионатах мира, когда в конце первого матча против СССР сравнял счёт с пенальти. 
Последний матч за сборную Том провёл 22 октября 1958 года, его команда разгромила в Лондоне советскую сборную — 5:0. 
Со своим клубом Финни не добился особых успехов, балансируя в середине и на дне турнирной таблицы высшей лиги Англии. Однако Финни стал рекордсменом клуба по количеству забитых мячей в лиге (187) и во всех турнирах (210). 
В 1961 году, через год после ухода Финни из спорта из-за проблем в области паха, «Престон Норт Энд» вылетел во Второй дивизион и в главную лигу больше не возвращался.
В 1963 году 41-летний Финни вернулся в большой футбол, правда, всего на два матча: он присоединился к североирландскому клубу «Дистиллери», чтобы помочь ему пройти грозную португальскую «Бенфику» в квалификационном раунде Кубка чемпионов, однако им это не удалось.

## После завершения карьеры

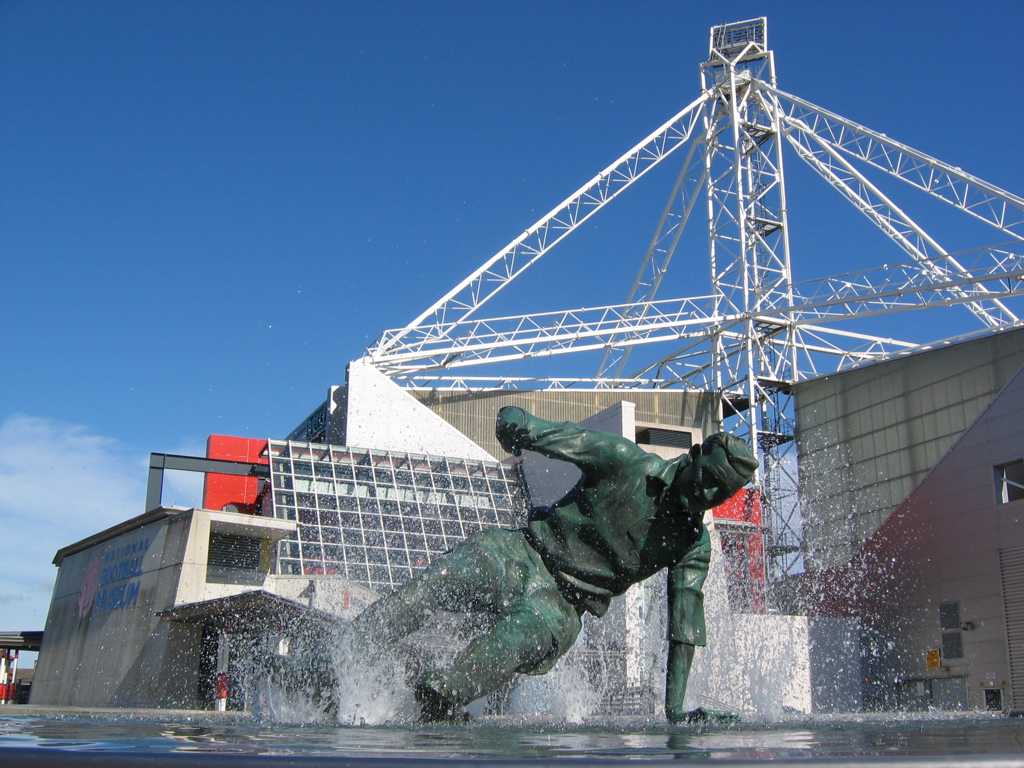
Памятник Тому Финни у старого здания Национального футбольного музея (в Престоне)

Ещё в юности Финни освоил профессию водопроводчика по настоянию практичного отца, который знал, что футбольная карьера скоротечна, и заставил сына задуматься о том, что он будет делать после футбола. В этой области Финни работал как во время карьеры, так и после неё. 
В 1961 году стал офицером (OBE), а в 1992 — командором ордена Британской империи, в 1998 году получил рыцарский титул.
В последние годы своей жизни был президентом футбольного клуба «Кендал Таун».
Был женат на Эльзе (Elsie, урожденная née Noblett) с 1945 и до её смерти в 2004 г. Имел двоих детей: Брайан (Brian, род. 1947) и дочь Барбора (Barbara, род. 1950).

## Достижения
- Футболист года по версии Ассоциации футбольных журналистов (2): 1954, 1957
- Лучший бомбардир в истории «Престон Норт Энд»: 210 голов

## Память
В Престоне есть улица имени Тома Финни.
В память о сэре Томасе Финни Английской футбольной лигой утверждена одноименная премия. Премия имени сэра Тома Финни[уточнить] присуждается игроку, который сделал выдающуюся карьеру в соревнованиях Английской Футбольной лиги и на протяжении всей своей карьеры блистал талантом, был верен и предан своему клубу и лиге как сэр Томас, задавал высокие стандарты, к которым должны стремиться другие.

## Статистика
| Клуб             | Сезон            | Лига | Лига | Кубок Англии | Кубок Англии | Итого | Итого |
| Клуб             | Сезон            | Игры | Голы | Игры         | Голы         | Игры  | Голы  |
| ---------------- | ---------------- | ---- | ---- | ------------ | ------------ | ----- | ----- |
| Престон Норт Энд | 1946/47          | 32   | 7    | 3            | 2            | 35    | 9     |
| Престон Норт Энд | 1947/48          | 33   | 13   | 4            | 1            | 37    | 14    |
| Престон Норт Энд | 1948/49          | 24   | 7    | 2            | 2            | 26    | 9     |
| Престон Норт Энд | 1949/50          | 37   | 10   | 1            | 1            | 38    | 11    |
| Престон Норт Энд | 1950/51          | 34   | 13   | 2            | 0            | 36    | 13    |
| Престон Норт Энд | 1951/52          | 33   | 13   | 0            | 0            | 33    | 13    |
| Престон Норт Энд | 1952/53          | 34   | 17   | 3            | 2            | 37    | 19    |
| Престон Норт Энд | 1953/54          | 23   | 11   | 8            | 3            | 31    | 14    |
| Престон Норт Энд | 1954/55          | 30   | 7    | 3            | 2            | 33    | 9     |
| Престон Норт Энд | 1955/56          | 32   | 17   | 1            | 1            | 33    | 18    |
| Престон Норт Энд | 1956/57          | 34   | 23   | 6            | 5            | 40    | 28    |
| Престон Норт Энд | 1957/58          | 34   | 26   | 1            | 0            | 35    | 26    |
| Престон Норт Энд | 1958/59          | 16   | 6    | 0            | 0            | 16    | 6     |
| Престон Норт Энд | 1959/60          | 37   | 17   | 6            | 4            | 43    | 21    |
| Всего за карьеру | Всего за карьеру | 433  | 187  | 40           | 23           | 473   | 210   |